# Алајанс (Северна Каролина)
Алајанс (енгл. Alliance) град је у америчкој савезној држави Северна Каролина.

## Демографија
По попису из 2010. године број становника је 776, што је 5 (-0,6%) становника мање него 2000. године.
| Група             | 2000.       | 2010.       |
| Белци             | 619 (79,3%) | 620 (79,9%) |
| Афроамериканци    | 138 (17,7%) | 123 (15,9%) |
| Азијати           | 4 (0,5%)    | 3 (0,4%)    |
| Хиспаноамериканци | 6 (0,8%)    | 24 (3,1%)   |
| Укупно            | 781         | 776         |